# Otmar Heirich
Otmar Heirich (* 10. Juli 1951 in Goslar) ist ein deutscher Politiker (SPD). Er war von 2004 bis 2019 Oberbürgermeister der Stadt Nürtingen in Baden-Württemberg.

## Jugend, Ausbildung, Beruf und Familie
Der gebürtige Niedersachse Otmar Heirich machte sein Abitur am Johann-Wolfgang-von-Goethe Gymnasium in Dieburg (Hessen) und studierte anschließend Rechtswissenschaften an der Universität Frankfurt und der Hochschule für Verwaltungswissenschaften in Speyer. In den Jahren 1978 bis 1991 war er Richter am Amtsgericht und am Landgericht in Darmstadt.

## Jüngster Gemeinderat Hessens
Im Jahr 1971 war Otmar Heirich jüngster Gemeinderat Hessens.

## Politische Mitgliedschaft
Seit dem Jahr 1972 ist Heirich Mitglied der SPD.

### Bürgermeisterwahlen
Im Jahr 1991 wurde Heirich zum Bürgermeister in Lauda-Königshofen gewählt und 1999 im Amt bestätigt. 2003 gewann er die Oberbürgermeisterwahl in Nürtingen im zweiten Wahlgang gegen Lothar Wölfle. Am 8. Januar 2004 trat Otmar Heirich sein Amt an. In den Jahren 2004 und 2009 wurde Otmar Heirich in den Kreisrat gewählt.
Aufmerksamkeit erregte die Oberbürgermeisterwahl 2011, als Heirich im ersten Wahlgang am 9. Oktober 2011 mit lediglich 40,41 % die absolute Mehrheit verfehlte, obwohl kein chancenreicher Herausforderer aufgestellt war. Dieses Abschneiden im ersten Wahlgang wurde in der Presse als „niederschmetterndes Ergebnis für den 60-jährigen Routinier“ gewertet. Der Amtsinhaber musste sich vorwerfen lassen, er beziehe die Bürger in bedeutende Entscheidungen zu wenig ein. Die Frankfurter Allgemeine stellte fest, durch den ersten Wahlgang sei offenkundig geworden, „dass Heirich kein beliebter Oberbürgermeister“ sei. „40 Prozent sind für einen Mann, gegen den kein starker Gegner antrat, ein schlechtes Ergebnis“. Heinrichs Kritiker bezweifeln vor allem, dass es dem Oberbürgermeister mit dem versprochenen Ausbau der Bürgerbeteiligung wirklich ernst ist. Sie glauben vielmehr, dass er nur vordergründig mitspielt, sich tatsächlich aber wenig um die Kritik schert, die es aus der Bevölkerung am „Kurs der Stadtverwaltung“ gebe.
Bundesweit erregte diese Nürtinger Wahl als „kurioser Fall“ Aufsehen, weil eine lokale Initiative im Internet über soziale Netzwerke wie Google+ und Facebook wie auch per E-Mail-Aktionen und später auch Flugblättern dafür warb, aus Mangel an Alternativen die 47-jährige parteilose Verwaltungsfachfrau und Erste Beigeordnete Claudia Grau auf den Stimmzettel zu schreiben und zu wählen. Claudia Grau hatte überhaupt nicht kandidiert, war erst seit einigen Monaten in Nürtingen tätig und erklärte anfangs, dass sie sich für diese Wahl gar nicht zur Verfügung stelle. „Erstmals könnte ein OB-Sessel quasi aus dem Internet heraus besetzt werden“, resümierte der Reutlinger Generalanzeiger. Die Frankfurter Allgemeine stellte unter der Überschrift „Die Gefällt-mir-Demokratie“ die Frage auf, ob das „‘Web 2.0‘ jetzt in der schwäbischen Provinz schon eine Oberbürgermeisterwahl mitentscheiden“ könne. Otmar Heirich empfand „die Internet-Aktion als ‚höchst befremdlich‘ und ‚undemokratisch‘. Dahinter steckten“, so Heirich, „offenbar Leute ‚aus der links-alternativen Ecke‘, die sich nicht sonderlich für die Wahl interessierten, aber ihren Spaß haben wollen.“ Im zweiten Wahlgang erreichte Claudia Grau 32 Prozent. Otmar Heirich wurde mit 49,57 % wiedergewählt.
Ein Jahr später meldete die Landespresse, dass der Machtkampf im Rathaus offen ausgebrochen sei und Claudia Grau sich in einer Mail an die Fraktionsvorsitzenden des Gemeinderats über Mobbing beschwerte, betrieben von Otmar Heirich und leitenden Mitarbeitern. Auch noch zwei Jahre danach ging „der Riss tief durch das Rathaus“, das „Verhältnis zwischen Heirich und Grau“ wurde in der Landespresse als weiterhin „zerrüttet“ kommentiert. Zudem zielten rechtfertigende Angriffe des Oberbürgermeisters auch auf den Gemeinderat: „‚Vielen Gemeinderäten fehle‘ - so Heirich - ‚eine gesunde Distanz zu den Amtsleitern und Dezernenten‘, ging des OBs Schelte weiter. Das gelte übrigens auch umgekehrt: ‚Es kann nicht sein, dass Dezernenten, ohne gegenseitige Absprache, immer wieder Fraktionssitzungen besuchen, um dort für ihre Vorhaben zu werben, beziehungsweise getroffene Absprachen nicht einhalten.‘ Auch das zielte relativ unverhohlen auf Claudia Grau“, so der Teckbote.
Viel mehr Sorge aber bereite ihm, dass sich diese Situation mittlerweile massiv auf die Mitarbeiter der Verwaltung auswirke: „Es sind inzwischen auch in der Verwaltung tiefe Gräben entstanden. Die Krankheits- und Fehlzeiten nehmen zu – und insbesondere auch die psychisch bedingten Erkrankungen.“ Zum Jahresabschluss fand wiederum öffentliche Kritik des Oberbürgermeisters an seiner Stellvertreterin Claudia Grau, die er vor dem Gemeinderat übte, ohne eine Diskussion darüber zuzulassen, Eingang in die überlokale Presse. Die lokale Presse nannte dies erneut „Rosenkrieg“ im Rathaus. Im Dezember 2012 meldete die Esslinger Zeitung, Heirich und Grau seien „wieder ein Herz und eine Seele“. Claudia Grau erlag im Januar 2018 im Alter von 53 Jahren den Folgen eines Krebsleidens. Otmar Heirich würdigte die „Professionalität Claudia Graus und ihr Engagement, das sie zuletzt vor allem auch in der Flüchtlingsarbeit bewiesen habe“.
Am Ende der öffentlichen Gemeinderatssitzung am 4. Dezember 2018 erklärte Heirich, dass er auf eine erneute Kandidatur zum Oberbürgermeister verzichten werde.
Zur Wahl 2019 trat Heirich nicht mehr an, sein Nachfolger wurde am 1. August 2019 Johannes Fridrich. Nachdem er 46 Jahre in der Kommunalpolitik tätig war, möchte sich Heirich nach Ende seiner Zeit als Oberbürgermeister „künftig in der Entwicklungshilfe für Afrika engagieren“.

## Deutscher Städtetag
Im Deutschen Städtetag ist Otmar Heirich Vorsitzender des Presseausschusses.

## Rückkauf von Anteilen der EnBW
Der Rückkauf von Anteilen der EnBW an den Stadtwerken Nürtingen verschaffte Herich „viel Beifall“. Die EnBW-Tochter Netze BW hatte 2007 ihre rund 29 Prozent Beteiligung an den Stadtwerken Nürtingen der EnBW Kommunale Beteiligungsgesellschaft (EKB) übertragen. Nürtingen hält als Mehrheitsgesellschafter rund 71 Prozent der Anteile. In der Satzung verbrieft sei ein Vorkaufsrecht für die Stadt, die Schadenersatz forderte. „Wir fühlen uns betrogen und nach Gutsherrenart massiv über den Tisch gezogen“, fasste Nürtingens Oberbürgermeister Otmar Heirich in der Verhandlung die Gefühlslage der Gemeinderäte zusammen. „Unter diesen Umständen ist es nicht mehr sinnvoll, weiter zusammenzuarbeiten“.

## Polarisierende Maßnahmen

### Geplantes Boss-Warenlager
Gegen ein geplantes Warenlager des Logistikzentrums des Metzinger Modekonzerns Hugo Boss in Nürtingen wehrten sich viele Bürger, insbesondere weil es auf den Flächen des bis dahin landwirtschaftlich genutzten Ǵewanns „Großen Forst“ geplant war. Im September 2010 stoppte der Verwaltungsgerichtshof in Mannheim das Vorhaben infolge formaler Fehler. Ein gemeinsames Gewerbegebiet des Gewerbezweckverbands Wirtschaftsraum Nürtingen kam dennoch im Gewann Großer Forst zustande.

### „Wohnpark“ Wörth
Ebenfalls gegen erheblichen Widerstand in der Bevölkerung wurde der „Wohnpark Wörth“ am Neckar beschlossen. Wegen des nach wie vor fehlenden Hochwasserschutzes wurde das Bauvorhaben bislang nicht realisiert.

### Hotel am Neckar – gegen Bürgerentscheide
Nachdem die Initiative „Nürtingen am Neckar“ ein Bürgerbegehren gegen den geplanten Verkauf von städtischen Flächen am orographisch linken Neckarufer an den Reutlinger Hotelier Hans-Joachim Neveling startete und einen Neustart der Debatte forderte, rügte der Nürtinger Oberbürgermeister die Bürgerinitiative. Laut den Stuttgarter Nachrichten packte er in seiner Haushaltsrede „die Peitsche aus“: Im Hinblick auf die Bürgerinitiative sagte Heirich: „Ich sehe mein Demokratieverständnis erheblich in Mitleidenschaft gezogen, wenn die im Herzen unserer kommunalen Demokratie, im Gemeinderat getroffenen Entscheidungen außerparlamentarisch ausgehebelt werden sollen. Daher sehe ich auch Bürgerentscheide nicht als sonderlich hilfreich an, wenn es um die Weiterentwicklung unserer Stadt geht.“ Die Stuttgarter Nachrichten werteten dies mit der Feststellung: „Otmar Heirich hält wenig von Bürgerentscheiden.“
Facebook-Kommentare zum Vorgehen von Stadtverwaltung und Oberbürgermeister lauteten beispielsweise: „Man hat es mit Autisten zu tun“, „Geldkoffer stehen unter dem Tisch“, „Willkür bei Bürgerbeteiligung ist kaum mehr zu überbieten“. Ein Leserbriefschreiber aus den Reihen der Bürgerinitiative beklagte in der Lokalzeitung, das Rathaus habe bei der Abwehr des Bürgerbegehrens „tief in die juristische Trickkiste gegriffen“. Vertreter der Bürgerinitiative warfen Heirich vor, dass sich „Mitarbeiter der Stadt aus Angst um ihren Arbeitsplatz nicht getraut haben, ihre Meinung zu äußern oder am legitimen Mittel eines Bürgerbegehrens teilzunehmen, wie sie uns selbst mehrfach mitgeteilt haben. Dies lässt den Schluss zu, dass im Rathaus ein Klima der Angst herrscht und Kritik gar nicht mehr bis zu Ihnen durchdringt“.